# Парламентарни избори у Краљевини Србији 1912.
Народна скупштина, проистекла из избора који су извршени 1. априла 1912 (по старом календару), имала јe радикалну већину (радикали су имали 84 посланика, a све остале странке 82 посланика).

## Број посланика према странкама
Број посланика према странкама:
- Укупно: 160
- Народна радикална: 84
- Самостални радикали: 48
- Народњаци: 20
- Напредњаци: 7
- Социјалисти: 2[2]